# Fudbalski klub Crvena zvezda 2019-2020
Questa voce raccoglie le informazioni riguardanti il Fudbalski klub Crvena zvezda nelle competizioni ufficiali della stagione 2019-2020.

## Rosa
| N. |                       | Ruolo | Calciatore        |
| -- | --------------------- | ----- | ----------------- |
| 1  | Serbia (bandiera)     | P     | Zoran Popović     |
| 2  | Serbia (bandiera)     | D     | Milan Gajić       |
| 3  | Serbia (bandiera)     | C     | Branko Jovičić    |
| 6  | Serbia (bandiera)     | D     | Radovan Pankov    |
| 7  | Serbia (bandiera)     | C     | Miloš Vulić       |
| 8  | Montenegro (bandiera) | C     | Mirko Ivanić      |
| 9  | Serbia (bandiera)     | A     | Milan Pavkov      |
| 11 | Argentina (bandiera)  | C     | Mateo García      |
| 14 | Ghana (bandiera)      | A     | Richmond Boakye   |
| 15 | Serbia (bandiera)     | D     | Srđan Babić       |
| 17 | Portogallo (bandiera) | A     | Tomané            |
| 18 | Brasile (bandiera)    | D     | Jander            |
| 19 | Serbia (bandiera)     | D     | Nemanja Milunović |
| 20 | Serbia (bandiera)     | C     | Njegoš Petrović   |
| 21 | Serbia (bandiera)     | C     | Veljko Simić      |

| N. |                        | Ruolo | Calciatore                |
| -- | ---------------------- | ----- | ------------------------- |
| 22 | Serbia (bandiera)      | C     | Veljko Nikolić            |
| 23 | Serbia (bandiera)      | D     | Milan Rodić               |
| 27 | Serbia (bandiera)      | P     | Nikola Vasiljević         |
| 29 | Serbia (bandiera)      | C     | Dušan Jovančić (capitano) |
| 31 | Comore (bandiera)      | A     | Ben Nabouhane             |
| 32 | Serbia (bandiera)      | P     | Aleksandar Stanković      |
| 33 | Serbia (bandiera)      | C     | Milan Jevtović            |
| 77 | Serbia (bandiera)      | D     | Marko Gobeljić            |
| 82 | Canada (bandiera)      | P     | Milan Borjan              |
| 87 | Spagna (bandiera)      | C     | José Cañas                |
| 91 | Paesi Bassi (bandiera) | C     | Rajiv van La Parra        |
| 92 | Serbia (bandiera)      | A     | Aleksa Vukanović          |
| 93 | Serbia (bandiera)      | A     | Jug Stanojev              |
| 99 | Montenegro (bandiera)  | A     | Nikola Krstović           |
|    | Serbia (bandiera)      | C     | Miloš Pantović            |